# Halo (chanson de Beyoncé)
Vous lisez un « bon article » labellisé en 2010.
Pour les articles homonymes, voir Halo.
Singles de Beyoncé Knowles
Diva
(2009) Ego
(2009)
Halo est une chanson enregistrée par la chanteuse de R'n'B américaine Beyoncé Knowles. Elle a été composée par Ryan Tedder, Evan Bogart et Knowles pour le troisième album studio de cette dernière, I Am... Sasha Fierce, sorti en 2008. Le single, sorti le 20 janvier 2009, est le quatrième extrait de l'album aux États-Unis, et le troisième dans le reste du monde.
La chanson, initialement écrite pour Knowles, a fait objet de rumeurs selon lesquelles elle a été offerte par la suite à Leona Lewis. Kelly Clarkson, qui a travaillé avec Tedder, a en outre reproché à ce dernier d'utiliser le même arrangement musical que celui de Halo sur sa chanson Already Gone, sortie en 2009. Bien accueillie par les critiques de pop contemporaine, la chanson est modifiée à deux reprises, une fois pour rendre hommage à Michael Jackson après sa mort, et une deuxième fois en mémoire des victimes du séisme de 2010 à Haïti : Beyoncé interprète Halo lors de l'émission télévisée Hope for Haiti Now: A Global Benefit for Earthquake Relief, accompagnée de Chris Martin (Coldplay) au piano.
La chanson se classe en tête des hit-parades au Brésil, en Norvège et en Slovaquie, et atteint le top cinq en Australie, au Canada, en République tchèque, en Allemagne, en Irlande, en Nouvelle-Zélande, en Espagne, en Suisse, au Royaume-Uni et enfin aux États-Unis. Halo remporte le prix de la « meilleure chanson » lors des MTV Europe Music Awards 2009, et le prix de la « meilleure performance vocale pop féminine » aux 52e Grammy Awards, où elle est également nommée dans la catégorie enregistrement de l'année. Halo s'est écoulé à 7,5 millions d'exemplaires depuis sa sortie dont 2,3 millions en Corée (le 2e single le plus vendu de Beyoncé, derrière le single Ladies avec 8 millions)

## Genèse de la chanson
Halo est écrite par Evan Bogart, Beyoncé Knowles et le chanteur de OneRepublic, Ryan Tedder ; elle est également produite par Knowles et Tedder. Le single sort avec Diva en face B.
Dans une interview avec HitQuarters, Evan Bogart a dit qu'une des inspirations de la chanson était le chanteur Ray LaMontagne. Lors de la séance d'écriture, il a proposé à Tedder d'écrire « une chanson à la « Shelter » de Ray LaMontagne pour Jay-Z et Beyoncé ». La chanson est composée dans le studio de Tedder et terminée en trois heures, alors que Tedder est censé se reposer après l'opération chirurgicale qu'il a subie à la suite de la rupture de son tendon d'Achille lors d'une tournée avec OneRepublic, opération qui l'a laissé sur des béquilles.
Dans cette même interview, Bogart dit que Simon Cowell, qui représente l'équipe de Leona Lewis, a été contrarié que Knowles finisse par demander à faire la chanson. Des rumeurs affirment également que Cowell aurait un rapport avec l'ébruitement de la « proposition » faite à Lewis. Dans une interview de David Balls pour Digital Spy, Tedder a confirmé qu'il ne s'est jamais rien passé et qu'il avait juste hésité à offrir le titre à Lewis parce que Knowles avait mis longtemps à se décider.

## Structure de la chanson
Halo est une chanson R'n'B-pop composée en signature rythmique 4/4, dans un tempo modéré de 84 battements par minute, et dans la tonalité de La majeur. La mélodie chantée s'étend du Do dièse3 au Fa dièse5. La démo originale, chantée par Tedder, est enregistrée dans la tonalité de Do majeur et a une mélodie principale légèrement différente.

## Controverse avec Kelly Clarkson

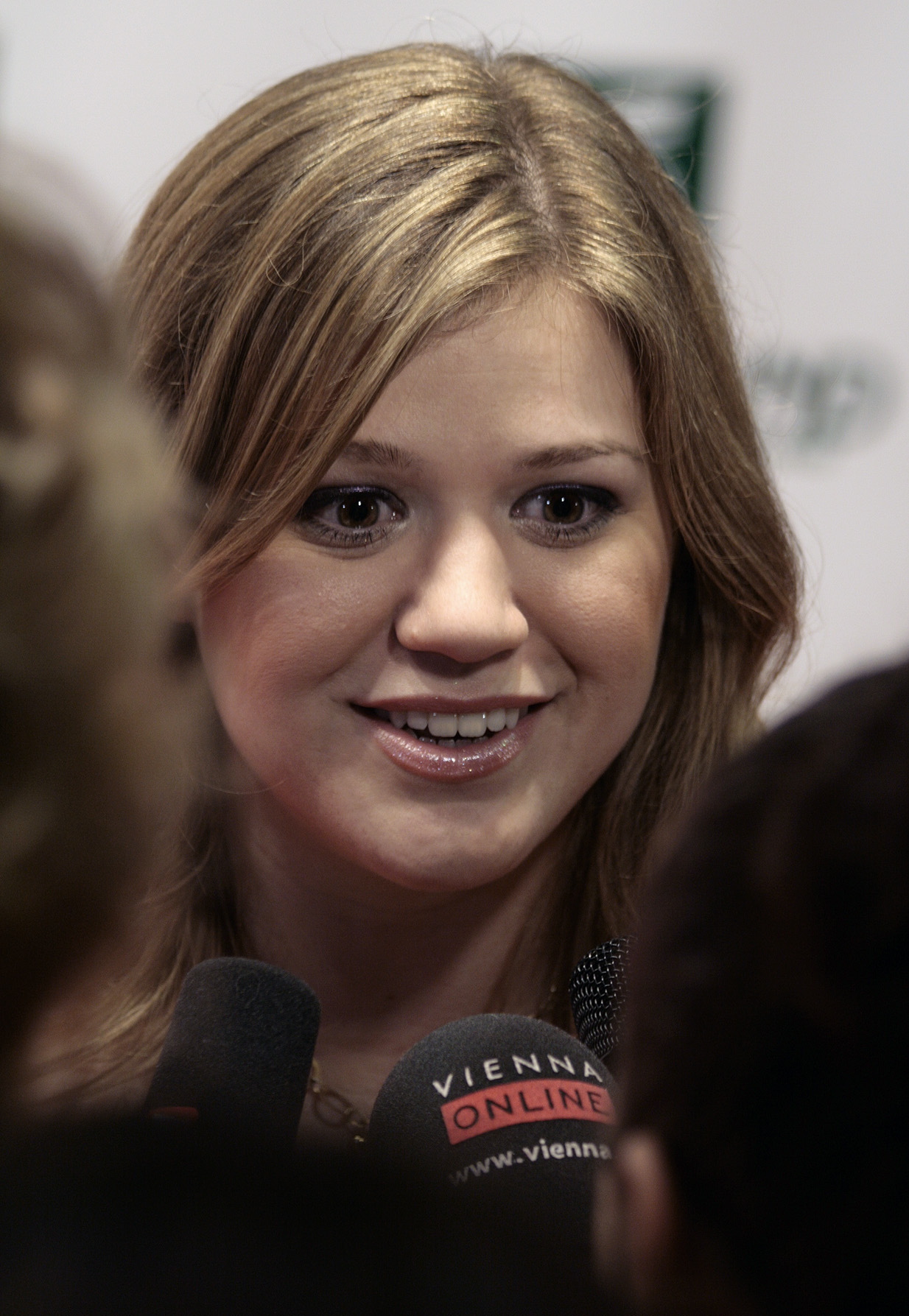
Kelly Clarkson en 2009.

Peu après cela, Ryan Tedder et Kelly Clarkson entrent en studio pour le quatrième album de la chanteuse, All I Ever Wanted. Une des chansons qu'ils écrivent ensemble est Already Gone. Clarkson accuse Tedder d'avoir utilisé le même arrangement musical sur les deux chansons, et craint que l'on croie qu'elle a volé la chanson de Knowles.

« Ryan et moi nous sommes rencontrés à la maison de disques, avant qu'il ait travaillé avec quelqu'un d'autre… Nous avons écrit environ six chansons ensemble, dont quatre ou cinq font partie de l'album. Tout allait bien. Je n'avais jamais entendu parler d'une chanson intitulée Halo. L'album de Beyoncé est sorti alors que mon album était encore en cours de tirage. Personne, chez lui, ne va penser « Eh, Ryan Tedder a donné à Beyoncé et à Kelly la même piste ». Non, ils vont juste dire que je l'ai prise à quelqu'un. J'appelle Ryan et je lui dis : « Je ne comprends pas. Pourquoi tu fais ça? » »

En réponse à la critique de Clarkson, Tedder indique qu'il ne donnerait pas le même arrangement musical à deux artistes :

« Already Gone est une des meilleures chansons que j'ai écrites ou produites depuis Bleeding Love et elle n'a rien à envier à Halo. Ce sont deux chansons tout à fait différentes en termes de concept, de mélodie ou de paroles, et jamais je n'essaierais de duper une artiste comme Kelly Clarkson ou Beyoncé en enregistrant deux fois la même piste musicale, l'idée est à la fois blessante et absurde. Je pense que quand les gens entendent Already Gone, ils entendront ce que j'ai entendu : une des plus grandes chanteuses au monde qui donne une interprétation obsédante et déchirante d'une chanson qu'elle a aidé à écrire. Je propose aux gens d'écouter et de se faire leur propre opinion. »

Clarkson essaye alors de dissuader son label, RCA, de sortir la chanson, mais ils vont contre son gré et la publient. Elle commente à ce sujet : « En fin de compte, ils l'ont sortie sans mon consentement. Ça fait chier, mais c'est une de ces choses sur lesquelles je n'ai aucun contrôle. J'ai déjà fait mon album. À ce stade, la maison de disques peut en faire ce qu'elle veut. C'est une situation dégueulasse, mais… vous savez, on apprend ».

## Promotion

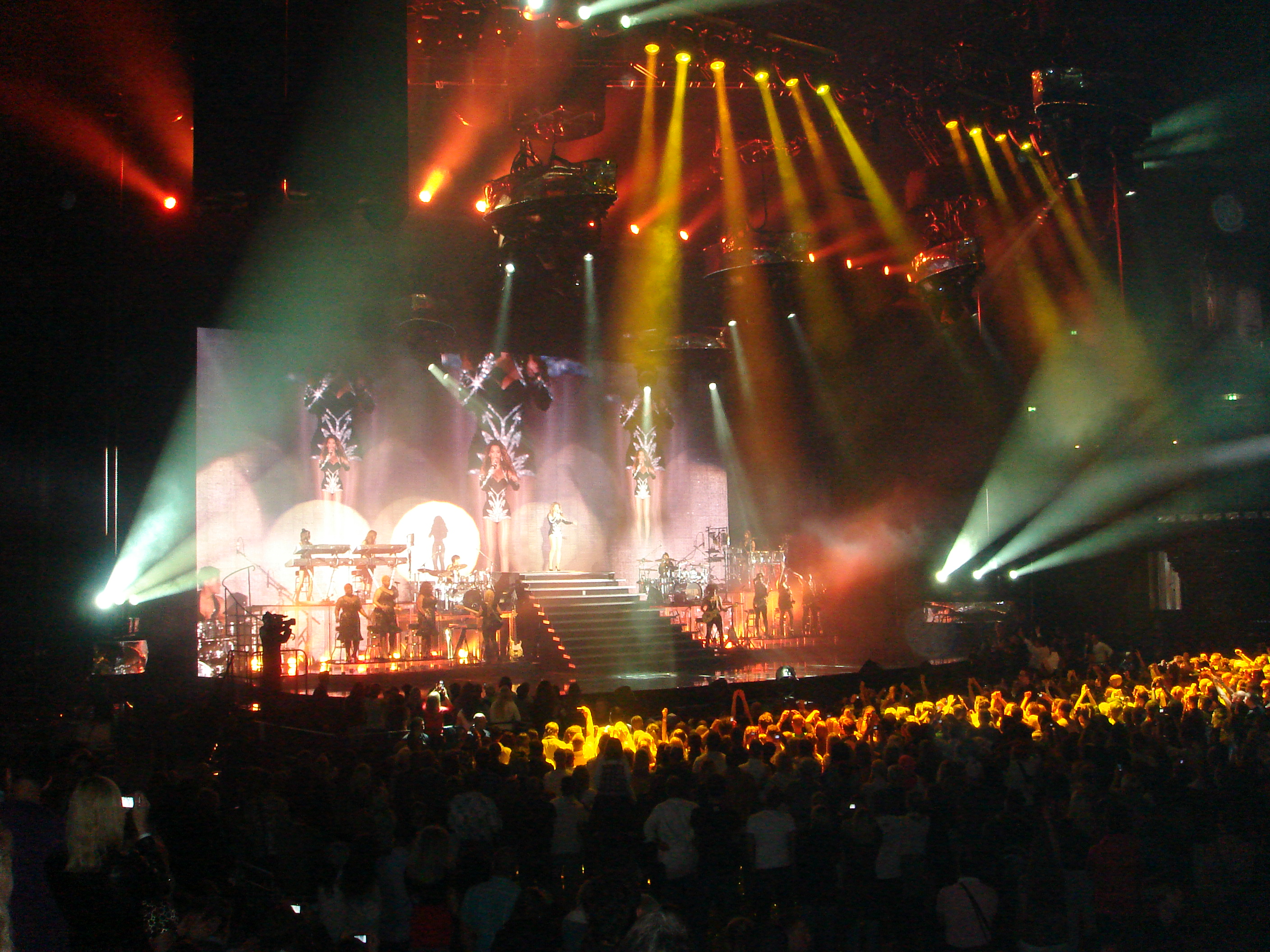
Beyoncé interprète Halo dans la dernière partie du I Am… Tour à Berlin en Allemagne.

La première interprétation live de Halo a lieu lors des NAACP Awards 2009, le 12 février 2009. Beyoncé interprète ensuite la chanson dans Late Show with David Letterman après une interview le 22 avril 2009, puis dans l'émission The Today Show, le lendemain. La chanson est incluse dans la bande originale internationale de India – A Love Story, un feuilleton brésilien qui a gagné un Emmy Award et figure également sur la compilation Now! 73 (Version UK). Enfin, Beyoncé chante Halo pendant sa tournée I Am… Tour, en 2009–2010, pendant les rappels du concert.

## Reprises
Le 25 juin 2009, Michael Jackson meurt alors que Knowles est en tournée. Elle lui rend hommage plusieurs fois dans le reste de sa tournée, notamment lors de ses concerts à Atlanta, le 1er juillet 2009, et à La Nouvelle-Orléans, le 3. Pour cet hommage, une image de Jackson apparaît sur l'écran principal de la scène et elle chante « Michael, je peux voir ton halo. Je prie pour que ta musique ne s'évanouisse jamais ».
Halo est reprise par Florence and the Machine dans le Live Lounge sur BBC Radio 1 en 2009. Elle est également utilisée avec la chanson Walking on Sunshine de Katrina and the Waves dans l'épisode Vitamin D de la série télévisée Glee. Le single tiré de la série prend la neuvième place dans le classement des singles au Royaume-Uni.
Le 12 janvier 2010, Haïti est frappé par un séisme. De nombreux artistes, dont Beyoncé, participent alors au téléthon de charité, Hope for Haiti Now: A Global Benefit for Earthquake Relief, le 22 janvier 2010,. À cette occasion, elle interprète Halo avec Chris Martin de Coldplay au piano. Elle modifie à nouveau les paroles, en chantant « Haïti, on peut voir ton halo / Tu sais que tu es ma grâce salvatrice / Tu es tout ce dont j'ai besoin et même en plus, c'est écrit sur ton visage / Haïti, on peut voir ton halo / Je prie pour que tu ne t'évanouisses pas. » La chanson est par la suite incluse dans l'album live Hope for Haiti Now.
Le titre a également été repris sur internet puis sur l'album The Covers par le chanteur Sam Tsui en 2010.
Toujours en 2010, Susan Wong, dans son album Step Into My Dreams reprend le titre.
La chanteuse, compositrice et auteure LP (Laura Pergolizzi) a enregistré une reprise acoustique du titre sur son EP Live at EastWest Studios paru en 2012.

## Réception
Dans la colonne New Music Reviews du journal Daily Mail, est écrit : « Dans Halo, Beyoncé chante dans un registre plus grave que d'habitude sur un fond de batterie imposant et un motif de piano épique » et le magazine Billboard écrit que : « Halo a un son pop tendance, avec de subtiles nuances de R'n'B qui devrait la porter au sommet des classements. Des comparaisons pourraient être faites avec Bleeding Love de Leona Lewis, mais [Ryan Tedder] insiste sur le fait que le succès des deux chansons est indépendant. » Michael Slezak de Entertainment Weekly, lui, commente en disant que : « Halo est un morceau absolument magnifique et parfaitement produit qui devrait être un aussi grand succès que Irreplaceable et Crazy in Love ». Le site internet Digital Spy note dans sa critique de l'album I Am… Sasha Fierce que « Le son de Halo ressemble à un hybride musclé de Umbrella et de Bleeding Love » et dans la seconde critique du single fait par le même site à l'occasion de la sortie du single au Royaume-Uni, est marqué que : « Halo est une ballade puissante contemporaine dans le moule de Bleeding Love : un rythme à la mode, une mélodie simple au piano et des tonnes d'émotion. « Partout où je regarde / je suis entouré de tes bras / bébé, je peux voir ton halo / tu sais que tu es ma grâce salvatrice », chanté par Beyoncé sur la production grandiloquente de Tedder : Lewis aurait-elle pu faire mieux ? Eh bien, c'est une question d'opinion, bien sûr, mais Madame Jay-Z ne laisse pas beaucoup de marge pour l'améliorer. » Quant à lui, le journal The Boston Globe indique que la chanson est « de loin la ballade la plus puissante et la plus stimulante que Beyoncé ait jamais enregistrée. C'est une immense chanson d'amour épique avec des sons comme si Phil Spector travaillait son mur de son magique sur la table de mixage. Peu importe les paroles ordinaires ; ce morceau est basé sur l'accumulation, à partir d'un pré-refrain qui culmine avec la voix de Beyoncé ricochant sur le mot halo. »
Le 17 juillet 2009, la chanson est nommée aux Urban Music Awards 2009 dans la catégorie « meilleur single » ; elle est également nommée pour la « meilleure chanson d'amour » au Teen Choice Awards 2009. Halo gagne le prix de la « meilleure chanson » aux MTV Europe Music Awards 2009. Lors des 52e Grammy Awards, Halo est nommée dans les catégories « enregistrement de l'année » et « meilleure performance vocale pop féminine » ; elle remporte le second de ces trophées le 31 janvier 2010. Enfin, Halo gagne également le prix de la « meilleure chanson étrangère » lors des Porin Awards 2010.

## Clip vidéo
Le clip de Halo est dévoilé en exclusivité sur iTunes le 23 décembre 2008, en même temps que celui de Diva,. Tourné fin novembre 2008, il est réalisé par Philip Andelman,. L'acteur Michael Ealy y tient le rôle du prince charmant de Beyoncé,.
Le clip commence avec Beyoncé adossée contre un mur avec une fenêtre derrière elle où la lumière brille. Les scènes s'enchaînent dans les différentes parties de la maison. Dans l'une d'elles, Knowles danse dans un justaucorps pendant que son prince charmant la regarde du balcon. Au point culminant de la chanson, Knowles est sous l'eau, remontant lentement à la surface dans des vêtements blancs puis, quand le refrain commence, elle ouvre les yeux. La dernière scène montre les visages de Beyoncé et Ealy, couché au-dessus d'elle. La vidéo se classe à la 79e position de la liste Notarized: Top 100 Videos of 2009 établie par la chaîne BET.
Une version alternative du clip est apparue sur Internet en mai 2010,. Elle commence avec la vue d'un ciel nocturne sur une forêt. Beyoncé apparaît au volant d'une voiture, tandis que son prince charmant est pourchassé par la police et par des chiens policiers à travers la forêt. Knowles gare sa voiture sur le bord de la route alors que son amoureux est toujours pourchassé. Tout au long du clip, différentes scènes de la vidéo originale sont montrées. Finalement, un chien parvient à rattraper l'homme et l'attaque violemment. On voit ensuite tomber un sac d'argent volé. À la fin de la vidéo, Beyoncé trouve son amoureux sans vie dans la forêt.
Le 29 mars 2020, le clip de la chanson sur YouTube dépasse le cap symbolique du milliard de vues. 

## Liste des pistes
| - Single en Australie 1. Halo – 4:21 2. Single Ladies (Put a Ring on It) (RedTop Remix Radio Edit) – 3:32 - Single en France 1. Halo – 4:21 2. Diva – 3:20 - EP au Royaume-Uni 1. Halo (Olli Collins & Fred Portelli Remix) – 6:58 2. Halo (Clyde McKnight Remix) – 5:49 3. Halo (My Digital Enemy Remix) – 6:33 4. Halo – 4:21 | - EP aux États-Unis - Remixes 1. Halo (Version Radio) – 3:44 2. Halo (Dave Audé Club Remix) – 8:54 3. Halo (Gomi Club Remix) – 8:57 4. Halo (Karmatronic Club Remix) – 7:13 5. Halo (Lost Daze Club Remix) – 8:02 |

## Crédits et personnel
- Chant : Beyoncé Knowles
- Producteur : Ryan Tedder, Beyoncé Knowles
- Enregistreur vocal : Jim Caruana
- Enregistrement par : Ryan Tedder
- Assistant enregistreur : Christian Baker
- Instruments et arrangement : Ryan Tedder
- Mixé par : Mark « Spike » Stent
- Assistant mixage : Matt Green
- Auteurs : Beyoncé Knowles, Ryan Tedder, Evan « Kidd » Bogart

Source :

## Classements et certifications
La chanson entre dans le Billboard Hot 100 le 7 février 2009, à la 93e position, et atteint la cinquième place le 23 mai. Beyoncé devient ainsi l'artiste féminine ayant placé le plus de chansons dans le top 10 du Hot 100,. La chanson reste 30 semaines dans le Top 40 et disparaît du classement le 29 août. La chanson est certifiée double disque de platine (certifications non actualisées par Columbia) aux États-Unis et s'est vendu à plus de 3 millions de copies digitales dans ce pays. En Nouvelle-Zélande, Halo débute à la 40e position dans le classement des singles du RIANZ le 2 février 2009 et atteint la seconde place le 22 février.
Le 15 février 2009, Halo fait son entrée à la 29e position du classement australien des singles, atteint la troisième place le 29 mars et sort du classement le 11 août. La chanson est initialement classée au Royaume-Uni à la 107e position, peu après la sortie de l'album, le 29 novembre 2008, puis entre dans le classement des singles britanniques à la 98e position. Elle atteint la quatrième place le 4 avril en l'espace de six semaines. Après être restée près d'une année dans le classement britannique des singles, le single disparaît du classement 43 semaines après ses débuts, le 27 février 2010. En Espagne, Halo débute à la 45e position le 25 janvier 2009, mais sort du classement dès la semaine suivante, avant d'y rentrer quatre mois plus tard, le 3 mai, à la 44e position. Elle progresse cette fois-ci jusqu'à la cinquième place, atteinte le 11 octobre. Halo atteint la première place du Brasil Hot 100 Airplay lors de sa création et ce pendant 8 semaines consécutives.
Trois ans après sa sortie, Halo continue à se classer dans certains classements du monde comme en Corée du Sud où sa meilleure position, cette année, a été la 6e place. En 2012, la chanson s'est vendue à 600 000 exemplaires dans ce pays pour un total estimé à plus de 2 millions.

### Classements
| Classement (2009)                | Meilleure position |
| -------------------------------- | ------------------ |
| Australie                        | 3                  |
| Autriche                         | 6                  |
| Belgique (Néer.)                 | 18                 |
| Belgique (Fr.)                   | 15                 |
| Brésil (Diffusion)               | 1                  |
| Canada,                          | 3                  |
| République tchèque (Diffusion)   | 2                  |
| Danemark                         | 15                 |
| Pays-Bas                         | 9                  |
| Europe                           | 4                  |
| France (Téléchargements)         | 9                  |
| Allemagne                        | 5                  |
| Hongrie                          | 17                 |
| Irlande                          | 4                  |
| Italie                           | 4                  |
| Norvège                          | 1                  |
| Nouvelle-Zélande                 | 2                  |
| Russie (Diffusion)               | 26                 |
| Slovaquie (Diffusion)            | 1                  |
| Espagne                          | 5                  |
| Suède                            | 8                  |
| Suisse                           | 4                  |
| Royaume-Uni                      | 4                  |
| Royaume-Uni (Diffusion)          | 1                  |
| Billboard Hot 100,               | 5                  |
| Billboard Hot Dance Club Songs,  | 1                  |
| Billboard Hot R&B/Hip-Hop Songs, | 16                 |
| Billboard Pop Songs,             | 2                  |

| Classement (2010) | Meilleure position |
| ----------------- | ------------------ |
| Suède             | 23                 |

| Classement (2009) | Meilleure position |
| ----------------- | ------------------ |
| Canada            | 58                 |

| Classement de fin d'année (2009)     | Position |
| ------------------------------------ | -------- |
| Australie                            | 7        |
| Autriche                             | 35       |
| Belgique (Néer.)                     | 72       |
| Brésil (Diffusion)                   | 1        |
| Canada                               | 12       |
| Danemark                             | 40       |
| Pays-Bas                             | 57       |
| Europe                               | 33       |
| Allemagne                            | 18       |
| Irlande                              | 18       |
| Nouvelle-Zélande                     | 8        |
| Espagne                              | 9        |
| Billboard Top 100 Singles 2009       | 24       |
| Billboard Hot Pop Songs 2009         | 18       |
| Billboard Hot Digital Songs 2009     | 26       |
| Billboard Hot R&B/Hip-Hop Songs 2009 | 79       |
| Billboard Hot Radio Songs 2009       | 25       |
| Suède                                | 5        |
| Suisse                               | 18       |
| Royaume-Uni                          | 25       |

| Classements (2010-2019) | Position |
| ----------------------- | -------- |
| Australie               | 39       |
| Brésil (Diffusion)      | 1        |

| Classements (2010-2019)        | Position |
| ------------------------------ | -------- |
| Corée du Sud (Gaon Chart)      | 6        |
| Royaume-Uni (UK Singles Chart) | 97       |

### Certifications
| Pays (certificateur)     | Certifications |
| ------------------------ | -------------- |
| Allemagne (BVMI)         | Or             |
| Australie (ARIA)         | 2 × Platine    |
| Canada (CRIA)            | Platine        |
| Danemark (IFPI)          | Or             |
| Espagne (RIAA)           | 2 × Platine    |
| Italie (FIMI)            | Platine        |
| Nouvelle-Zélande (RIANZ) | Platine        |
| Suisse (IFPI)            | Platine        |
| Royaume-Uni (BPI)        | Or             |
| États-Unis (RIAA)        | 2 × Platine    |

## Historique de sortie
| Pays        | Date            | Label                                       | Format                    |
| ----------- | --------------- | ------------------------------------------- | ------------------------- |
| États-Unis  | 20 janvier 2009 | Columbia Records                            | Diffusion radio           |
| France      | 20 mars 2009    | Music World Entertainment, Columbia Records | Téléchargement            |
| Allemagne   | 3 avril 2009    | Sony BMG                                    | CD single                 |
| Royaume-Uni | 13 avril 2009   | Sony Music Entertainment                    | CD single, téléchargement |
| Canada      | 14 avril 2009   | Columbia Records                            | LP, Maxi single           |